# Vítor (ur. 1972)
Vítor, właśc. Claudemir Vítor Marques (ur. 28 września 1972 w Mogi Guaçu) – piłkarz brazylijski, występujący podczas kariery na pozycji prawego obrońcy.

## Kariera klubowa
Claudemir Vítor karierę piłkarską rozpoczął w klubie São Paulo FC w 1990. Z São Paulo zdobył mistrzostwo Brazylii w 1991, dwukrotnie Copa Libertadores w 1992 i 1993, Puchar Interkontynentalny w 1992 oraz dwukrotnie mistrzostwo stanu São Paulo – Campeonato Paulista w 1991 i 1992. W São Paulo 4 listopada 1990 w wygranym 2-1 meczu z Cruzeiro EC Vítor zadebiutował w lidze brazylijskiej.
W sezonie 1993–1994 występował w Hiszpanii w Realu Madryt, lecz nie mogąc przebić się do pierwszego składu zdecydował się powrócić do São Paulo. Z São Paulo zdobył Recopa Sudamericana w 1994. W 1995 występował w SC Corinthians Paulista, z którym zdobył mistrzostwo stanu São Paulo oraz Copa do Brasil. W latach 1996–1997 był zawodnikiem Cruzeiro EC. Z Cruzeiro zdobył Copa Libertadores w 1997, Copa do Brasil w 1996 oraz dwukrotnie mistrzostwo stanu Minas Gerais – Campeonato Mineiro w 1996 i 1997.
W latach 1998–2000 występował w CR Vasco da Gama. Z Vasco zdobył czwarty w swojej karierze Copa Libertadores w 1998 oraz mistrzostwo stanu Rio de Janeiro – Campeonato Carioca w 1998. W kolejnym klubem w jego karierze był inny klub z Rio de Janeiro – Botafogo. W Botafogo 18 listopada 2000 przegranym 1-4 meczu z Santosem FC Vítor po raz ostatni wystąpił w lidze.
Ogółem w latach 1990–2000 w lidze brazylijskiej wystąpił w 82 meczach. W sezonie 2000–2001 zaliczył epizod w tureckim Kocaelisporze. Po powrocie do Brazylii występował m.in. Internacionalu Limeira, Cearze Fortaleza, Mogi Mirim i Juventusie São Paulo. Karierę zakończył w 2009 w barwach Guaçuano Mogi Guaçu.

## Kariera reprezentacyjna
Claudemir Vítor Marques w reprezentacji Brazylii zadebiutował 26 listopada 1992 w przegranym 1-2 towarzyskim meczu z reprezentacją Urugwaju. Drugi i ostatni raz w reprezentacji wystąpił 7 marca 1993 w zremisowanym 2-2 towarzyskim meczu z reprezentacją Polski.
| Mecze i gole w reprezentacji | Mecze i gole w reprezentacji | Mecze i gole w reprezentacji | Mecze i gole w reprezentacji | Mecze i gole w reprezentacji | Mecze i gole w reprezentacji | Mecze i gole w reprezentacji |
| #                            | Data                         | Miasto                       | Przeciwnik                   | Gol                          | Wynik                        | Rozgrywki                    |
| ---------------------------- | ---------------------------- | ---------------------------- | ---------------------------- | ---------------------------- | ---------------------------- | ---------------------------- |
| 1.                           | 26.11.1992                   | Campina Grande               | Urugwaj                      |                              | 1:2                          | towarzyski                   |
| 2.                           | 07.03.1993                   | Ribeirão Preto               | Polska                       |                              | 2:2                          | towarzyski                   |